# Przejście (serial telewizyjny)
Przejście – amerykański serial telewizyjny (dramat, thriller) wyprodukowany przez 20th Century Fox Television, 6th & Idaho,Selfish Mermaid oraz Scott Free Productions, który jest adaptacją trylogii o tym samym tytule autorstwa Justina Cronin. Serial jest emitowany od 14 stycznia 2019 roku przez FOX, natomiast w Polsce od 18 lutego 2019 roku na Fox Polska.
11 maja 2019 roku, stacja FOX ogłosiła zakończenie produkcji serialu po jednym sezonie.
Serial opowiada o Bradzie Wolgascie, agencie FBI, który stara się ochronić Amy Bellafonte, dziewczynkę, która ma być poddana eksperymentowi z tajemniczym wirusem.

## Obsada

### Główna
- Mark-Paul Gosselaar jako Brad Wolgast[4]
- Saniyya Sidney jako Amy Bellafonte[4]
- Jamie McShane jako dr Tim Fanning[5]
- Caroline Chikezie jako dr Major Nichole Sykes[5]
- Emmanuelle Chriqui jako dr Lila Kyle[6]
- Brianne Howey jako Shauna Babcock[4]
- McKinley Belcher III jako Anthony Carter
- Henry Ian Cusick jako dr Jonas Lear
- Vincent Piazza jako Clark Richards[7]

## Odcinki
| Sezon | Odcinki | Oryginalna emisja w FOX | Oryginalna emisja w FOX | Oryginalna emisja w Fox Polska | Oryginalna emisja w Fox Polska | Oryginalna emisja w Fox Polska |
| Sezon | Odcinki | Premiera sezonu         | Finał sezonu            | Premiera sezonu                | Finał sezonu                   |                                |
| ----- | ------- | ----------------------- | ----------------------- | ------------------------------ | ------------------------------ | ------------------------------ |
| 1     | 10      | 14 stycznia 2019        | 11 marca 2019           | 18 lutego 2019                 | 22 kwietnia 2019               |                                |

### Sezon 1 (2019)
| #  | Tytuł                                                                     | Reżyseria                   | Scenariusz                    | Premiera w FOX   | Premiera w Fox Polska |
| -- | ------------------------------------------------------------------------- | --------------------------- | ----------------------------- | ---------------- | --------------------- |
| 1  | 'Pilot' Pilot                                                             | Jason Ensler & Marcos Siega | Liz Heldens                   | 14 stycznia 2019 | 18 lutego 2019        |
| 2  | ' Wisisz mi przysługę' You Owe Me a Unicorn                               | Jason Ensler                | Liz Heldens                   | 21 stycznia 2019 | 25 lutego 2019        |
| 3  | ' To nie powinno się zdarzyć' That Never Should Have Happened to You      | Jason Ensler                | Peter Elkoff                  | 28 stycznia 2019 | 4 marca 2019          |
| 4  | ' Czyja to krew?' Whose Blood is That?                                    | Allison Liddi-Brown         | Daniel Thomsen                | 4 lutego 2019    | 11 marca 2019         |
| 5  | ' Jak unikniesz końca świata?' How You Gonna Outrun the End of the World? | Jeffrey Nachmanoff          | Joy Blake                     | 11 lutego 2019   | 18 marca 2019         |
| 6  | 'Chcę poznać twój smak' I Want to Know What You Taste Like                | Jessica Lowrey              | Dennis Saldua                 | 18 lutego 2019   | 25 marca 2019         |
| 7  | 'Jesteś jak słońce' You Are like the Sun                                  | Eduardo Sanchez             | Kate Erickson                 | 25 lutego 2019   | 1 kwietnia 2019       |
| 8  | 'Nie jesteś tamtą dziewczyną' You Are Not That Girl Anymore               | Ti West                     | Peter Elkoff, C.A. Johnson    | 4 marca 2019     | 8 kwietnia 2019       |
| 9  | Trzymaj się światła Stay in the Light                                     | Jason Ensler                | Daniel Thomsen, Vanessa Gomez | 11 marca 2019    | 15 kwietnia 2019      |
| 10 | 'Ostatnia nauczka' Last Lesson                                            | Mark Tonderai               | Liz Heldens, Joy Blake        | 11 marca 2019    | 22 kwietnia 2019      |

## Produkcja
W czerwcu 2017 roku, ogłoszono, że  Mark-Paul Gosselaar, Saniyya Sidney, Brianne Howey oraz Vincent Piazza dołączyli do obsady. W lutym 2018 roku, poinformowano, że Caroline Chikezie, Jamie McShane i Emmanuelle Chriqui zagrają w dramacie. 14 maja 2018 roku stacja FOX ogłosiła, że zamówienie pierwszego sezonu dramatu, który zadebiutuje w sezonie telewizyjnym 2018/2019.